# Gynoplistia (Gynoplistia) pedestris
Gynoplistia (Gynoplistia) pedestris is een tweevleugelige uit de familie steltmuggen (Limoniidae). De soort komt voor in het Australaziatisch gebied.